# Karels Crypto
Karels Crypto is een wekelijkse taalpuzzel gemaakt door Karel Vereertbrugghen. De puzzel verschijnt sinds 2016 wekelijks in de weekendbijlage van De Standaard. De puzzel bestaat uit negentien cryptische beschrijvingen van een woord. De site van De Standaard geeft een aantal voorbeelden: zo wordt een heel grote coupe vanille een ijsberg en wordt smeuïg katholiek dan rooms. 
De oplossingen kunnen ingevuld worden in een voorgedrukt raster. In het raster zijn cijfers verdeeld, waarbij gelijke cijfers staan voor gelijke letters. Opdracht van het spel is het woord van negentien letters te vinden, dat verticaal in het raster verstopt zit.
Er verschenen vijf boeken van Karels Crypto:
- Karels Crypto, de eerste tachtig (2020)
- Karels Crypto: de volgende tachtig (2021)
- Karels Crypto: andermaal tachtig (2022)
- Karels Crypto: de spiksplintere tachtig (2023)
- Karels Crypto: de edelmoedige tachtig (2024)